# 梁正模
梁正模（1953年1月22日—），是一位已退休的韓國自由式摔跤運動員，他在1976年蒙特婁奧運上贏得金牌，成為大韓民國建國以來首位奧運金牌得主，也是朝鮮半島自孫基禎以來第二位贏得金牌的運動員。8月3日一家報紙刊載了他的金牌並下了標題為：「一個獲得國家長期希望的輝煌壯舉」。